# مری داسو
مری سی. داسو یک بیوشیمیست آمریکایی است که به‌خاطر تحقیقاتش در زمینه تقسیم کروموزومی و کشف ران جی‌تی‌پیاز شناخته می‌شود. او هم‌اکنون مدیر علمی فعال بخش تحقیقات داخلی و پژوهشگر ارشد در بخش تنظیم چرخه سلولی در مؤسسه ملی سلامت کودک و توسعه انسانی یونیس کندی شریور است.

## زندگی اولیه و تحصیلات
داسو در یوجین، اورگن همراه با سه خواهر و برادر خود بزرگ شد. پدرش استاد دانشگاه چارلز اچ. لاندکویست بود و مادرش خانه‌دار بود. خانواده آنها زمان زیادی را در طبیعت و سفرهای کمپینگ می‌گذراندند که بعداً بر علاقه‌اش به زیست‌شناسی در دوران دبیرستان تأثیر گذاشت. به پیشنهاد والدینش، او وارد دانشگاه اورگن شد تا مانند برادرش به مدرسه حقوق برود. در سال دوم تحصیلی، داسو یک موقعیت تابستانی در آزمایشگاه پیت اچ. فون هیپل داشت که در آنجا به مطالعه عملکرد پلیمراز دی‌ان‌ای T4 پرداخت، که اکنون به‌طور گسترده‌ای توسط پژوهشگران برای جهش زدن به ژن‌های مورد نظر و انجام مطالعات مرتبط با دی‌ان‌ای استفاده می‌شود. او تا پایان دوران تحصیل در اورگن در آزمایشگاه او باقی ماند و این مطالعات پایه‌گذار پایان‌نامه‌اش در کالج افتخاری شد. در سال ۱۹۸۴، داسو با مدرک عالی در رشته شیمی و فرعی در ریاضیات فارغ‌التحصیل شد.
او یک مارشال اسکالر در دانشگاه کمبریج بود، جایی که دکتری خود را در رشته بیوشیمی دریافت کرد. در کمبریج، او تصمیم گرفت در آزمایشگاه‌های ریچارد جکسون و تیم هانت کار کند. او به مطالعه آغاز ترجمه mRNA یوکاریوتی پرداخت و بررسی کرد که چگونه سلول‌های موجودات پیچیده، مانند گیاهان و حیوانات، دستورالعمل‌های دی‌ان‌ای را به پروتئین‌های جدید تبدیل می‌کنند. بورسیه او در ابتدا برای ۲ سال تنظیم شده بود، اما داسو موفق شد برای سال سوم درخواست دهد تا مدرک دکتری خود را کسب کند.

### تحقیقات پسادکترا
از اواخر سال ۱۹۸۸، داسو به عنوان پژوهشگر دِیمن ران‌یون به آزمایشگاه جان و. نیوپورت در دانشگاه کالیفرنیا، سن دیگو پیوست و به مطالعه تنظیم چرخه سلولی پرداخت. داسو اولین مقاله مهم پسادکترا خود را در سال ۱۹۹۰ منتشر کرد؛ این مقاله به‌سرعت تکمیل شد زیرا سیستم‌های جدیدی برای مطالعه چرخه سلولی در محیط کشت، با استفاده از عصاره تخم‌مرغ قورباغه، به تازگی توسعه یافته بودند. پروژه او نقاط کنترلی را شناسایی کرد که اطمینان حاصل می‌کرد تکمیل تکثیر دی‌ان‌ای قبل از شروع می‌توز انجام شود.
داسو سپس تحقیقات خود را گسترش داد و به جست‌وجوی پروتئین‌های مرتبط با نقطه کنترل تکثیر پرداخت که منجر به همکاری با آزمایشگاه تاکهارو نیشیموتو در دانشگاه کیوشو شد. سال‌ها قبل، نیشیموتو نشان داده بود که سلول‌های بدون پروتئین RCC1 سعی در تقسیم قبل از تکمیل تکثیر دی‌ان‌ای دارند که منجر به آسیب‌های فاجعه‌آمیز به کروموزوم‌ها می‌شود؛ او همچنین ژن RCC1 را شناسایی کرده بود که این پروتئین را می‌سازد. نیشیموتو ابتدا یک پژوهشگر پسادکترا، هیدئو نیشیتانی، را برای انجام آزمایش‌های RCC1 به آزمایشگاه نیوپورت در UCSD فرستاد. سپس، داسو به ژاپن رفت تا آزمایش‌های بیشتری انجام دهد. او در آزمایشگاه نیشیموتو با ژنتیک پستانداران آشنا شد و همچنین آموخت که چگونه عوامل فرهنگی می‌توانند در پیشرفت یا موانع شغلی دانشمندان مرد و زن تأثیر بگذارند.

## حرفه
در سال ۱۹۹۲، داسو پروژه‌های چرخه سلولی خود را از UCSD به مؤسسه ملی بهداشت آورد و به عنوان دانشمند کارکن در آزمایشگاه آلن وولف در زمینه زیست‌شناسی مولکولی جنینی در مؤسسه ملی سلامت کودک و توسعه انسانی یونیس کندی شریور (NICHD) مشغول به کار شد. او به مطالعه تعامل RCC1 با کروماتین پرداخت. در سال ۱۹۹۴، او به یک پژوهشگر مسیر آموزشی تبدیل شد و در سال ۲۰۰۰ به موقعیت دائمی رسید. او هم‌اکنون پژوهشگر ارشد در بخش تنظیم چرخه سلولی است. در سال ۲۰۱۵، او به مدیر علمی معاونت برای بودجه و مدیریت تبدیل شد و در فوریه ۲۰۲۰ به مدیر علمی فعال بخش تحقیقات داخلی شد.

### تحقیقات
داسو به مطالعه مکانیسم‌های تقسیم کروموزومی علاقه‌مند است. گروه او کشف کرد که ران جی‌تی‌پیاز چگونه عملکردهای می‌توزی را به‌طور کاملاً مستقل از حمل‌ونقل هسته‌ای انجام می‌دهد. آنها همچنین نشان دادند که سایر اجزای ماشین حمل‌ونقل هسته‌ای به‌طور مشابه در هنگام تقسیم سلول‌ها مجدداً به‌کار گرفته می‌شوند تا فعالیت‌های مستقل از حمل‌ونقل را که برای تقسیم دقیق کروموزوم‌ها ضروری هستند، انجام دهند. به‌ویژه، پروتئین‌های کمپلکس منفذ هسته‌ای که به آن‌ها نوکلئوپورین‌ها گفته می‌شود، به میتوز اسپیندل‌ها و کینتوکوره‌ها محلی می‌شوند؛ این مکان‌یابی برای ساخت صحیح اسپیندل و پیشرفت چرخه سلولی ضروری است.
گروه داسو استراتژی‌های مبتنی بر کریسپر برای تخریب انتخابی نوکلئوپورینها توسعه داده است. آنها اکنون از این سیستم‌ها برای بررسی نه تنها نقش نوکلئوپورین‌ها در تقسیم کروموزوم‌های میتوزی، بلکه نحوه تأثیر نوکلئوپورین‌ها بر ساختار و ساخت منفذ هسته‌ای، تنظیم ژن‌ها، پردازش و صادرات RNA و همچنین حمل‌ونقل اجزای کلیدی هسته‌ای استفاده می‌کنند.
داسو یافته‌های کلیدی دربارهٔ مسیر کوچک و مشابه یوبیکوئیتین (SUMO) منتشر کرد که منجر به کشف SUMOylation شد، فرآیندی که در آن پروتئین‌ها توسط پروتئین‌های SUMO نشانه‌گذاری می‌شوند و بنابراین عملکرد پروتئین نشانه‌گذاری‌شده تغییر می‌کند. در سال ۲۰۱۰، تیم او نشان داد که پروتئین SUMO SENP6 برای ساخت کینتوکوره ضروری است، ساختاری کلیدی که در میتوز شکل می‌گیرد.

## جوایز و افتخارات
داسو در سال ۲۰۱۸ به انجمن آمریکایی برای پیشرفت علم انتخاب شد و در سال ۲۰۱۹ به انجمن زیست‌شناسی سلولی آمریکا پیوست.